# Scrippelle 'mbusse
Le scrippelle 'mbusse o 'nbusse (in dialetto teramano "bagnate") sono un piatto tipico della cucina teramana a base di scrippelle.

## Ricetta
Si prepara un brodo, preferibilmente di gallina, con sedano, carote, cipolle e un pizzico di noce moscata, che va fatto bollire per alcune ore. Si preparano le scrippelle con uova (un uovo ogni tre scrippelle), che vanno dapprima sbattute, a cui si aggiunge farina (per ogni uovo due cucchiai grandi di farina) ed infine dopo aver mescolato il composto ed aver ottenuto una soluzione omogenea, si aggiunge dell'acqua fino a rendere il liquido denso e senza grumi. Si pone una piccola parte del liquido ottenuto su una padella circolare e si fa cuocere il liquido, girando la padella dal manico, con abilità e giusti movimenti del polso, al fine di spargere il liquido, prima della cottura, su tutta la base circolare della padella.
Si distaccano dal fondo le scrippelle, quando queste sono sottili come un velo, utilizzando le dita e tirando dai bordi fino a staccarle totalmente dalla padella incandescente.
Ogni scrippella viene arrotolata dopo essere stata cosparsa di pecorino o parmigiano grattugiato, disposta in un piatto fondo (da tre a cinque per porzione) e bagnata (in dialetto teramano 'mbusse o 'nbusse) con il brodo prima ottenuto, ben caldo.
Alcune varianti più antiche  prevedono l'introduzione all'interno delle scrippelle delle pallottine di carne mista fatte saltare in padella in bianco.